# Château de Torpes
Le château de Torpes, érigé sur un rocher à 20 m de haut, aux abords du Doubs est un château situé à Torpes, dans le département français du Doubs, en Franche-Comté.

## Historique
Du XIIIe siècle au XVe siècle, l'histoire du château est étroitement liée aux sires et seigneurs de Montferrand. Il fait partie alors d'un ensemble de fortifications leur appartenant, comprenant celles de Montferrand-le-Château, Thoraise, Corcondray, Fourg et Avanne.
En 1333, il est acquis par Guillaume Ier de Thoraise (issu de la famille des sires et seigneurs de Montferrand (Montferrand-le-Château), personnage important qui participa aux négociations entre le roi d’Angleterre et les ducs de Bourgogne, pendant la guerre de Cent Ans. En 1492, le château est incendié par Maximilien, en punition du soutien apporté par la châtelaine au roi Louis XI. La lignée disparaît en 1494, à la mort de la «Dame de Torpes» (Claude de Thoraise).
En 1735, le château a toujours son aspect féodal  mais dans la deuxième partie du XVIIIe siècle, l'architecte Joseph Galezot lui fait subir d'importants remaniements qui lui font perdre son aspect féodal d'origine suivi d'autres plus mineurs dans le premier tiers du XIXe siècle.
Le célèbre écrivain Voltaire y aurait séjourné en raison d'une aventure amoureuse avec la Marquise du Châtelet, parente des châtelains.
Après la Révolution française, le château de Torpes est vendu à un maître de forges, Charles Saint, et reste en possession de cette famille jusqu’à notre époque.
De l'histoire du château, la cuisine et les soubassements des tours d’angle du XIIIe siècle, les façades, les toitures du bâtiment principal, la grille d’entrée, la salle basse et les boiseries du salon Louis XVI seront inscrits à l’Inventaire des Monuments Historiques, en 1949. Cette première protection est remplacée par l'inscription en 1992 des façades et toitures de la ferme, ainsi que du mur de clôture du jardin et en 1993 par le classement au Monuments Historiques du corps de logis, du petit hôtel et d'autres éléments tels que le jardin régulier avec son allée, son fruitier, bassin, la cour d'honneur et terrasse, les portails, grilles, les éléments hydrauliques et d'autres éléments de décoration intérieure (cheminée du XVIIIe siècle par exemple).
Le château est propriété privée.

## Galerie

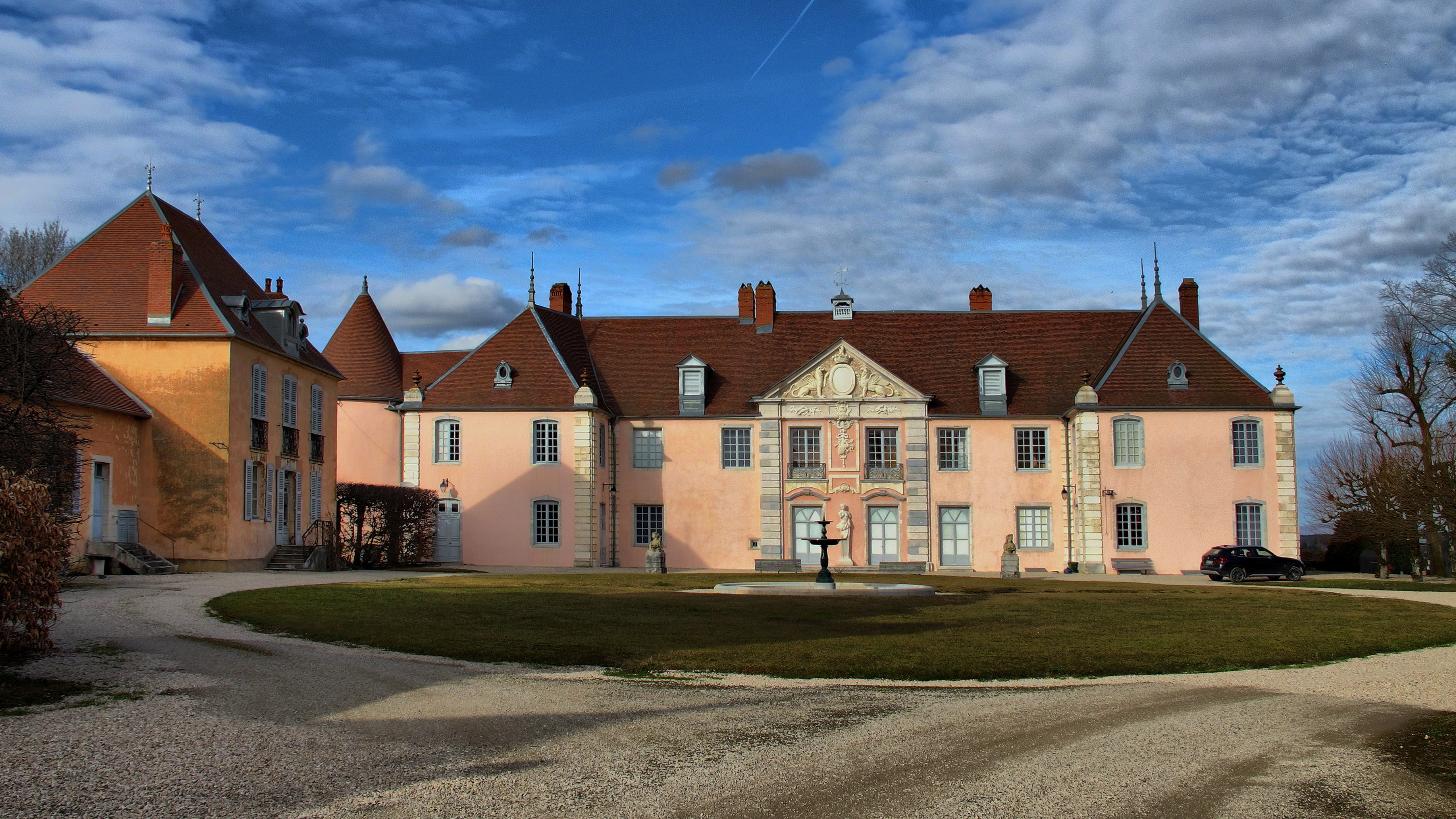
Façade coté cour.

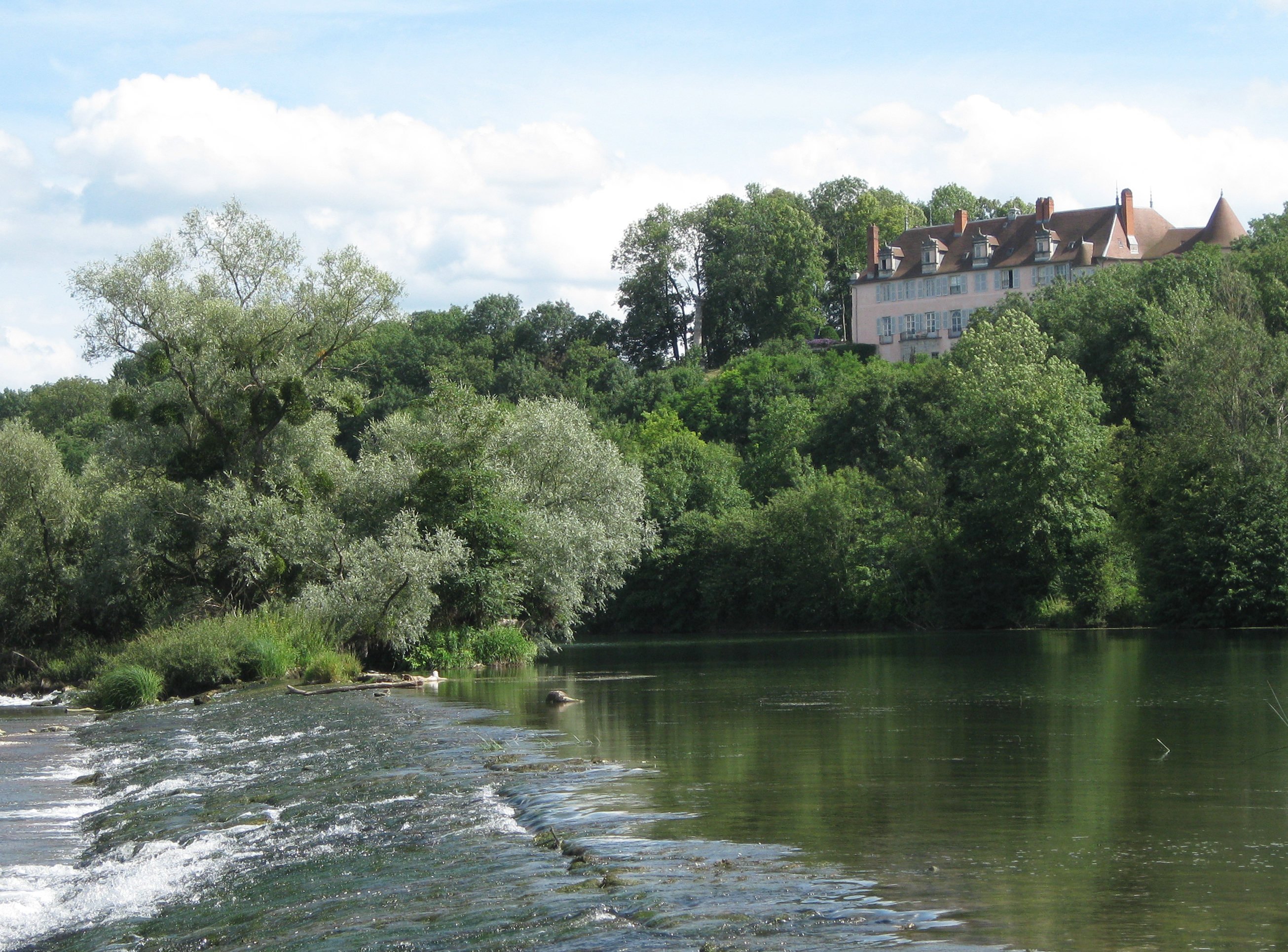
Le château de Torpes vu depuis les berges du Doubs.